# Мамли-Козяково Челны
Мамли-Козяково Челны (тат. Мәмле Казак Чаллысы) — село в Рыбно-Слободском районе Республики Татарстан, в составе Кутлу-Букашского сельского поселения.

## География
Село находится на реке Шумбут, в 46 км к северо-востоку от районного центра, посёлка городского типа Рыбная Слобода.

## История
Первоисточники упоминают о деревне Новая Мазля с 1652 года. По другим данным, возможно существование селения в первой половине XVI века.
В сословном плане, в XVIII веке и вплоть до 1860-х годов, жителей села причисляли к государственным крестьянам.
Число жителей села увеличивалось с 59 душ мужского пола в 1782 году до 1077 человек в 1938 году. В последующие годы численность населения деревни постепенно уменьшалась и в 2020 году составила 219 человек. 
По сведениям из первоисточников, мечеть существовала в селе в начале XX столетия. В 1994 году в селе отреставрировано здание мечети.
Административно, до 1920 года село относилось к Лаишевскому уезду Казанской губернии, с 1927 года (с перерывами) относится к Рыбно-Слободскому району Татарстана.

## Экономика и инфраструктура
Полеводство, животноводство; эти виды деятельности являлись основными для жителей села также и в XVIII-XIX столетиях.
В селе действует клуб и фельдшерско-акушерский пункт.